# البوار (قبيلة)
البوار (باللاتينية: BAVARIBUS) هي من أكبر القبائل المغاربية في الفترة القديمة، عاشت بالأخص في موريطنية القيصرية، تم ذكر هذه القبائل في المصادر التاريخية نحو القرن الرابع ميلادي. ويعود الفضل في التعربف بهم للاكتشافات التي كتن أغلبها في الجزائر، خصوصاً الاكتشاف العفوي لأحد سكان البيض (تدينة جنوب غرب الجزائر) سنة 2014 لكتابات ونقوش لاتينية جديدة.

## ناقشة البيض
كتب على ناقشة البيض: